# 플레인 딜러
《플레인 딜러》(The Plain Dealer)는 미국 오하이오주 클리블랜드의 주요 신문이다. 2019년 가을에 미국 내 발행 부수 23위를 기록하며, 일일 17위, 일요일 15위에 올랐던 2013년 3월과 비교했을 때 상당한 하락폭을 기록했다.
2019년 5월 기준으로 일일 발행 부수 94,838부, 일요일 발행 부수 171,404부를 기록하고 있다.